# Чрешњевец при Оштрцу
Чрешњевец при Оштрцу (словен. Črešnjevec pri Oštrcu) је насељено место у општини Костањевица на Крки, Посавска регија, Словенија.

## Историја
До територијалне реорганизације у Словенији био је у саставу старе општине Кршко.

## Становништво
У попису становништва из 2011. године, Чрешњевец при Оштрцу је имао 21 становника.
| Број становника према пописима | Број становника према пописима | Број становника према пописима |
| ------------------------------ | ------------------------------ | ------------------------------ |
| 1991                           | 2002                           | 2011                           |
| 33                             | 24                             | 21                             |

Напомена: До 1953. исказивано под именом Чрешњевец.